# Challi
Challi (in russo скала Халли; dal norreno orientale hallr, halli "scoglio") è uno scoglio russo, bagnato dal mar Baltico.
Amministrativamente fa parte del Vyborgskij rajon dell'oblast' di Leningrado, nel Distretto Federale Nordoccidentale.

## Geografia
L'isolotto è situata nel golfo di Finlandia, nella parte orientale del mar Baltico, a 23 km dal confine russo-finlandese. Dista dalla terraferma, nel punto più vicino (l'estremità meridionale della penisola Portovyj Mys (полуостров Портовый Мыс)), circa 11 km.
Challi è uno scoglio piatto e roccioso, completamente privo di vegetazione, con un'area di circa 1 ha Challi è circondato, a distanze differenti, da una decina di banchi marini sommersi.
Su Challi si trova un faro di forma piramidale a base quadra, iniziato a costruire attorno al 1911; è una torre a traliccio di 12 m il cui piano focale si trova a 16 m d'altezza e dà un lampo bianco che si accende per 1,5 sec e rimane spento per 2,5 sec.

### Flora e fauna
Lo scoglio è inserito nella sezione 4 della "Riserva naturale dell'Ingermanland", ed è visitato da esemplari di foche grigie.

## Isole adiacenti
Challi è piuttosto isolato, le isole più vicine si trovano a una distanza superiore agli 8 km come Malyj Fiskar a nord e l'arcipelago Bol'šoj Fiskar a ovest. Ancora più lontane, oltre i 13 km ci sono le isole Berëzovye a est, e a circa 20 km l'isola Nerva a sudovest.

## Storia
Challi, come molte altre isole del golfo di Finlandia, passò dall'impero svedese alla Russia imperiale con il trattato di Nystad del 1721.
 Tra il 1920 e il 1940 l'isola è appartenuta alla Finlandia, per poi passare definitivamente alla Russia.